# I Will
«I Will» — десята пісня з альбому Hail to the Thief, випущеного британським рок-гуртом Radiohead у 2003 році. У списку треків платівки композиція має альтернативну назву «No Man's Land», яку вона носила в період підготовки альбому.
До виходу альбому Hail to the Thief на студії Ocean Way в Лос-Анджелесі була записана альтернативна версія. Пізніше вона вийшла на мініальбомі Com Lag (2plus2isfive), реліз якого відбувся в 2004 році.
Мелодія «I Will» була використана гуртом ранішнє в композиції «Like Spinning Plates» з альбому Amnesiac 2001 року. У цьому треку вона програється навпаки.